# 빌 제임스 (1887년)
윌리엄 헨리 "빅 빌" 제임스(William Henry "Big Bill" James, 1887년 1월 20일 ~ 1942년 5월 25일)는 미국의 전 프로 야구 선수이다. 1910년대에 메이저 리그 베이스볼 (MLB)에서 투수로 활약하였으며, 우투양타였다. 8시즌 동안 클리블랜드 냅스, 세인트루이스 브라운스, 디트로이트 타이거스, 보스턴 레드삭스, 시카고 화이트삭스 등지에서 뛰었다. 통산 203경기에 출전해 1178⅔이닝 동안 64승 71패, 68완투, 9완봉, 3.21의 평균자책점을 기록했다.